# Michalis Sifakis
Michalis Sifakis (în greacă Μιχάλης Σηφάκης; născut la 9 septembrie 1984) este un fotbalist profesionist grec retras din activitate care a jucat ca portar. 

## Primii ani
Născut în Heraklion, Grecia, Sifakis a început să joace fotbal la vârsta de 9 ani. Prima sa echipă a fost Atsalenios Herakliou (POA). 

## Cariera pe echipe

### Olympiacos
În 2007, echipa Olympiacos a făcut o ofertă pentru Sifakis, care a fost acceptată de OFI, și a fost adus ca rezervă pentru titularul de la națională de atunci, Antonis Nikopolidis. În sezonul 2007-2008, echipa sa a câștigat campionatul Greciei, Cupa Greciei și Supercupa Greciei.

### Aris
În sezonul 2008–2009, Sifakis a jucat în 27 de meciuri de campionat și cupă. A participat la toate meciurile de campionat în sezonul 2009-2010 și a ajuns cu Aris la finala Cupei Greciei, pierzând împotriva lui Panathinaikos cu 1-0. În sezonul 2010–2011 a trecut de faza grupelor din Europa League cu Aris, care a fost eliminată de Manchester City în șaisprezecimi, echipă condusă pe atunci de Roberto Mancini. În sezonul următor (2011–2012) a avut probleme medicale care l-au ținut departe de gazon pentru o parte din meciurile Arisului și ale echipei naționale. În aprilie 2013, Sifakis a cerut prin avocații săi 988.000 de euro de la Aris, care pe atunci era aproape falimentat, deși salariile sale neplătite totalizau 188.000 de euro.

### Charleroi
Charleroi l-a adus gratis pe Michalis Sifakis, după ce portarul grec și-a încheiat contractul cu Aris la sfârșitul sezonului trecut. La națională, Sifakis a fost folosit în locul lui Kostas Chalkias. Pentru că a rămas fără contract întreaga vară, până a semnat cu Charleroi, Fernando Santos nu l-a convocat pentru meciurile împotriva reprezentativelor Letoniei și Lituaniei.

### Atromitos
În vara lui 2013, Sifakis s-a întors în Grecia semnând un contract pe un an cu Atromitos. În primul său interviu dat după ce a ajuns la clubul din Peristeri, el a declarat că „Atromitos este una dintre puținele echipe pentru care m-aș fi întors în Grecia și este adevărat că doar câteva zile în urmă nici măcar nu mă gândeam la asta”. Mai mult, „Faptul că Atromitos se dezvoltă este un lucru de care sunt foarte mulțumit, mai ales într-o perioadă în care totul din țara noastră merge în cealaltă direcție.” A debutat pe 17 august într-o remiză scor 2-2 cu Ergotelis. Pe 27 mai 2014, Atromitos a anunțat rezilierea contractului, după un an la club.

### Levadiakos
La 12 septembrie 2014, Sifakis a semnat un contract pe un an cu Levadiakos, tot din prima ligă a Greciei.

### Kortrijk
Sifakis, pe atunci în vârstă de 30 de ani, a semnat în 2014 un contract pe doi ani cu Kortrijk. Aici a jucat cu conaționalul său Thanasis Papazoglou. La 23 septembrie 2015, a debutat cu clubul într-o partidă cu K Olsa Brakel din Cupa Belgiei. 
Michalis Sifakis și-a făcut debutul în Liga Jupiler pentru Kortrijk, pe 2 aprilie 2016, într-o remiză albă acasă cu Royal Mouscron-Péruwelz. Pe 30 aprilie 2016 a ajuns la al treiela meci fără gol primit din cinci, lucru pe care l-a reușit într-un meci împotriva lui Standard Liège. El a început Cupa Belgiei 2016–2017 ca titular, fiind doar rezervă în campionat. La 24 ianuarie 2017, și-a făcut debutul în campionat într-un meci pierdut cu 3-0 în deplasare împotriva lui Genk.

### Samsunspor
La 6 august 2017, Sifakis a semnat un contract pe un an cu clubul Samsunspor din prima ligă turcă.  Pe 10 decembrie 2017, Michalis Sifakis și-a făcut debutul în liga pentru Samsunspor, păstrând poarta intactă într-o remiză scor 0-0 cu Denizlispor. Pe 14 mai 2018 și-a reziliat contractul cu clubul pe cale amiabilă.  